# Jaguar Mark X

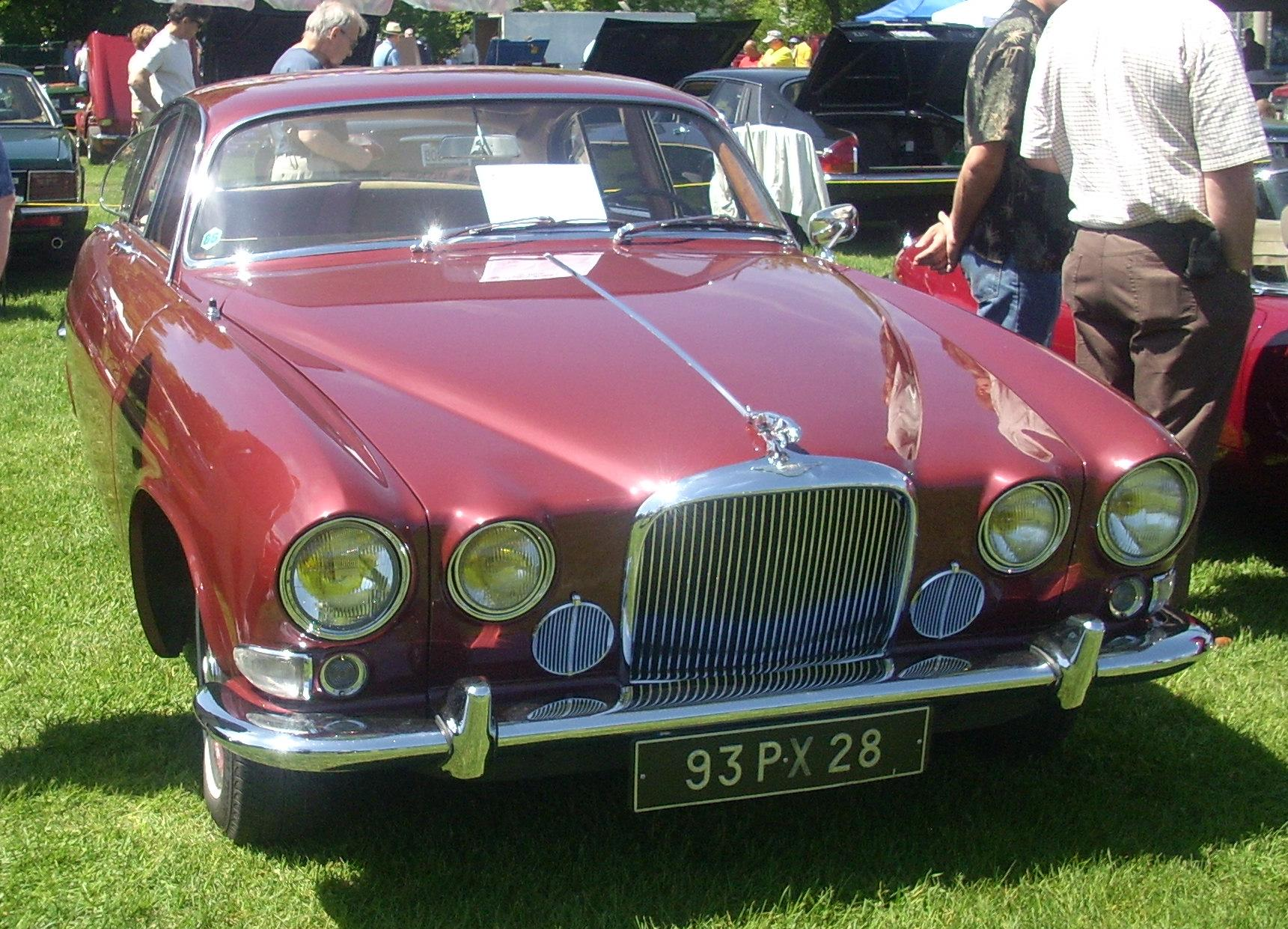
Jaguar Mark X

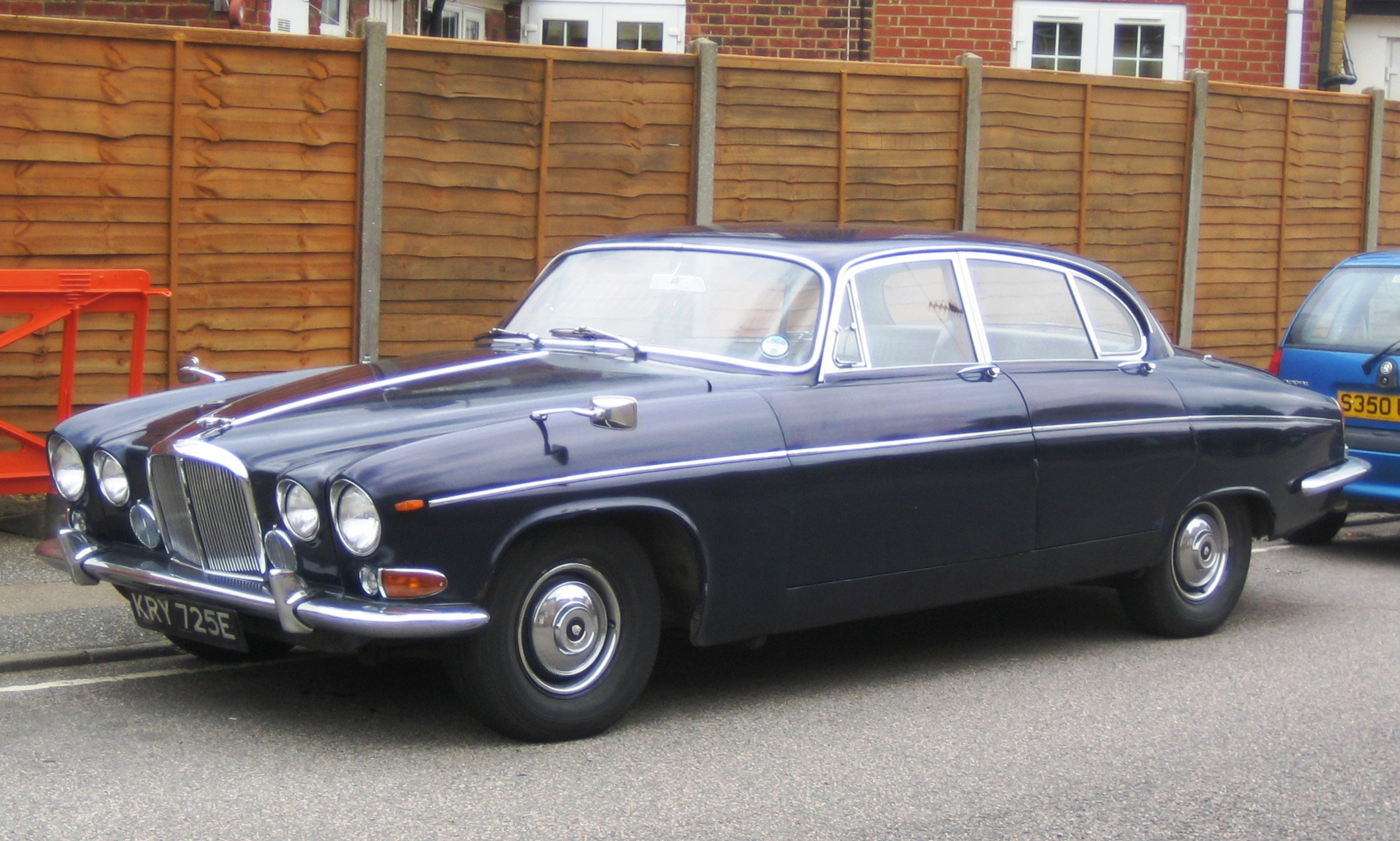
Jaguar 420G

Jaguar Mark X byl luxusní sedan vyráběný britskou automobilkou Jaguar mezi lety 1961 a 1966. Stal se nástupcem velkého modelu Mark IX. V roce 1966 byl přejmenován na Jaguar 420G a pod tímto označením se prodával až do roku 1970.
Model Mark X se poprvé představil na londýnském autosalonu (Motor Show) na podzim roku 1961 jako nástupce stárnoucí limuzíny Mark IX. Se svým předchůdcem měl však jen málo společného. Na první pohled zaujaly jeho vnější rozměry – vůz svou délkou přes 5 metrů, šířkou 193 cm a hmotností téměř 2 tuny nezapřel svou orientaci na americký trh. Až do roku 1992, kdy se představil supersportovní Jaguar XJ220, se také jednalo o nejširší vůz vyráběný v Británii. O design vozu se opět postaral ředitel firmy sir William Lyons. Mark X měl oproti svým předchůdcům zcela moderní koncepci. Měl samonosnou karoserii, nezávislé zavěšení předních kol z modelu Mark II a zadní zavěšení s příčnými a podélnými rameny s vinutými pružinami a stabilizátorem ze sportovního modelu E-type, který byl představen téhož roku. Díky tomu se navzdory vysoké hmotnosti jednalo o slušně ovladatelný a komfortní automobil. Vůz nabízel mnoho doplňků zvyšujících pohodlí, ať už šlo o posilovač řízení v základní výbavě, nový výkonný větrací a topný systém, luxusní a prostorný interiér s tradičním dřevěným obložením, nebo o velký zavazadlový prostor. Standardně se dodávaly také kotoučové brzdy Kelsey Hayes s posilovačem na všech čtyřech kolech.
Pohon obstarával známý šestiválcový motor XK s dvojitou vačkovou hřídelí a třemi karburátory o objemu 3781 cm3 známého z modelu E-type. Dával zrychlení z 0 na 100 km/h za 12,1 s a max. rychlost okolo 190 km/h. V roce 1964 dostal nový motor o objemu 4235 cm3, který přinesl lepší hodnotu točivého momentu 385 Nm při 4000 ot./min a lepší výkon 265 koní, což stačilo k nejvyšší rychlosti až 195 km/h. Vývojové oddělení Jaguaru se pokoušelo instalovat také osmiválcový motor Daimler o objemu 4,5 litru, který automobilka získala po převzetí Daimler Motor Company v roce 1960. Vůz měl pak vyšší zrychlení i maximální rychlost, ale k sériové výrobě nakonec nedošlo, jelikož by se muselo investovat do nákladného rozšíření výrobních zařízení. Podobný osud měly i snahy o zabudování motoru V12. Mark X se nabízel s manuální převodovkou, manuální převodovkou s rychloběhem nebo se zcela automatickou převodovkou Borg Warner, které se prodalo nejvíce. Ta byla bezesporu lepší než manuální, důkazem je zrychlení z 0 na 100 km/h o celé 2 sekundy rychlejší než u ruční.
Od vozu Jaguar Mark X byla odvozena limuzína Daimler DS420.

## 420G
Na říjnovém autosalonu v londýnském Earls Courtu roku 1966 proběhla prezentace Jaguaru 420G, který nebyl ničím jiným než přejmenovaným modelem Mark X s drobnými změnami vzhledu. Písmeno G v názvu má být pravděpodobně zkratkou slova "Grande" (Velký) odkazující na jeho rozměry. Typ 420G by neměl být zaměňován s menším typem 420 (1966-1968), s nímž měl společný pouze design. Od modelu Mark X se 420G lišil lesklou kovovou lištou, která rozdělila plochu masivních boků vozu na dvě poloviny. Dále prošla úpravou maska chladiče, v jejímž středu přibyl silný chromovaný pruh, nový byl také vzhled kol s centrálním černým znakem. Změny se odehrály i v interiéru. Vůz dostal lépe tvarovaná sedadla, která poskytovala lepší stabilitu při průjezdech zatáčkami, měkce obloženou přístrojovou desku nově s elektrickými hodinami a na přání dodávanou klimatizaci.
Výroba modelu 420G skončila v roce 1970 s 5763 vyrobenými vozy. Důvodem byla stále klesající poptávka a také vzrůstající výroba modelu XJ6. Jeho předchůdce, modelu Mark X se vyrobilo 18 519 exemplářů, a to 13 382 s motorem 3,8 litru a 5137 s motorem 4,2 litru.